# Paracotalpa granicollis
Paracotalpa granicollis là một loài bọ cánh cứng trong họ Scarabaeidae.

## Hình ảnh

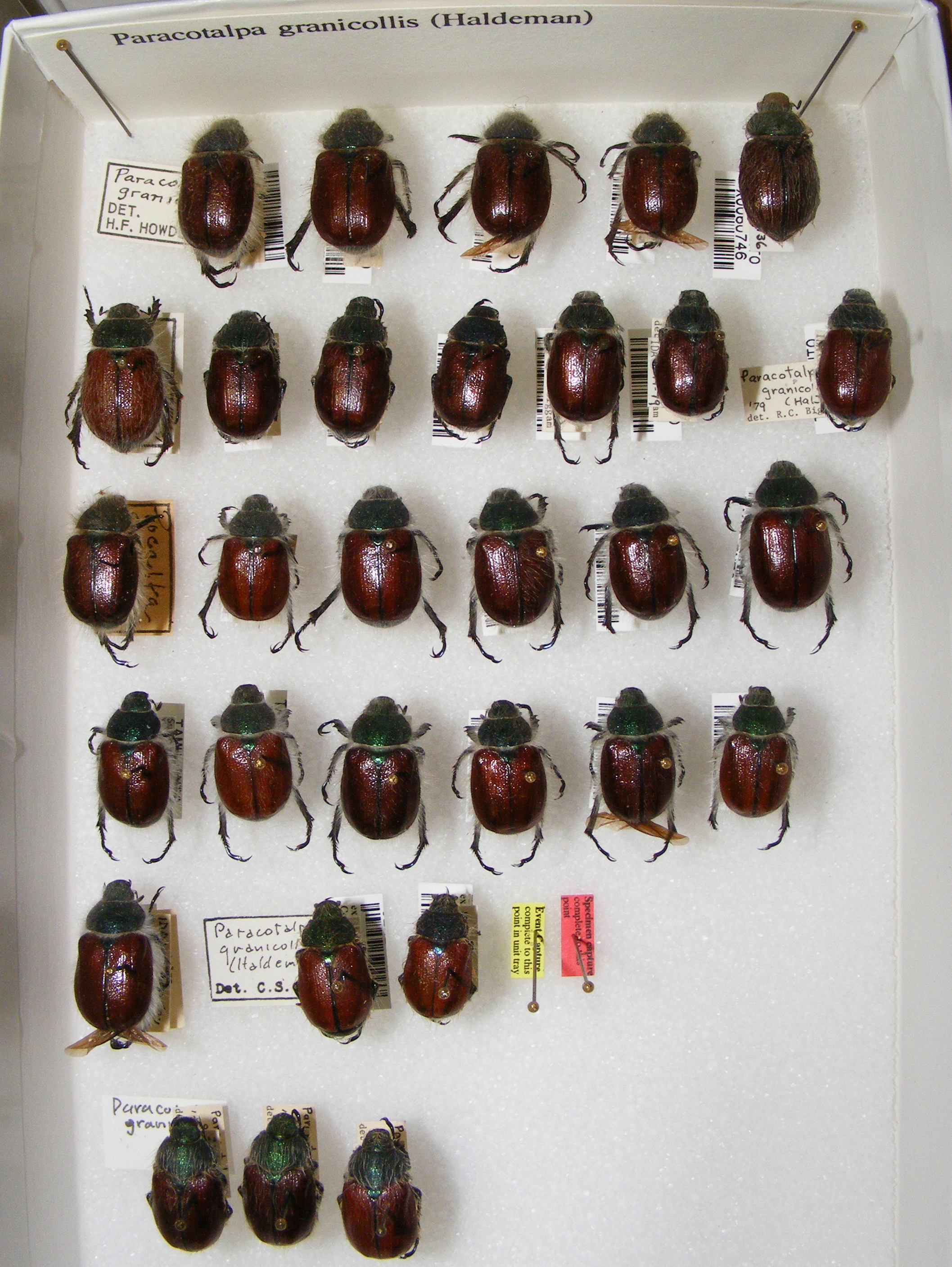
Specimen collection